# Araneus ealensis
Araneus ealensis là một loài nhện trong họ Araneidae.
Loài này thuộc chi Araneus. Araneus ealensis được miêu tả năm 1935 bởi Giltay.